# Mesocarnívoro

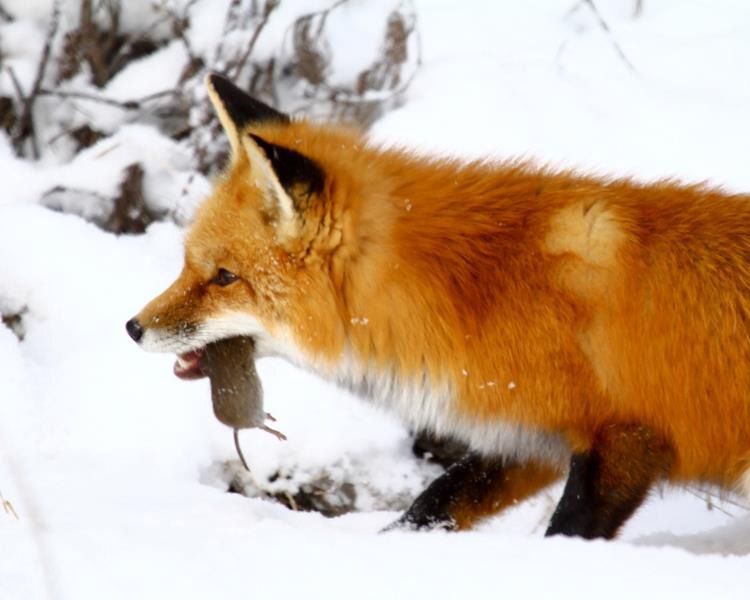
Uma raposa-vermelha (Vulpes vulpes) comendo um roedor - um exemplo de mesocarnívoro.

Um mesocarnívoro é um animal cuja dieta consiste de 30% a 70% de carnes, com o restante consistindo de não-vertebrados: alimentos que podem incluir fungos, frutas, e outros materiais vegetais. Os mesocarnívoros incluem as famílias Canidae (coiotes, raposas), Viverridae (civetas), Mustelidae (iraras), Procyonidae (guaxinins), Mephitidae (cangambás) e Herpestidae (alguns mangustos).

## Dentição
Os dentes dos mesocarnívoros são heterodônticos e seus diferentes formatos refletem funções distintas. Incisivos e caninos são usados para prender o alimento e matar as presas, pré-molares pontudos perfuram e seguram presas e os molares estão envolvidos nas funções de corte e de esmagamento. A função de corte dos molares é produzida pela oclusão entre os carniceiros, o primeiro molar inferior e o superior, quarto pré-molar superior.
Os mesocarnívoros representam os elementos da família Miacoidea, parte dos Miacidae. O exemplar típico é a espécie do gênero Prohesperocyon, P. wilsoni, com 3 incisivos, 1 canino, 4 pré-molares na arcada superior. A arcada inferior possui três molares e dois molares na superior em cada lado.